# Chak Dana
Chak Dana (em panjabi: ਚੱਕ ਦਾਣਾ) é uma aldeia localizada no distrito de Shaheed Bhagat Singh Nagar, no estado de Punjab, na Índia. Está localizado a 1,3 (0,83 mi) quilômetros de Urapar, 18 (11 mi) quilômetros da cidade de Phillaur, 10,6 quilômetros (6,6 mi) do distrito Shaheed Bhagat Singh Nagas e 106 quilômetros (66 mi) da capital do estado, Chandigarh. A aldeia, assim como as demais indianas, é governada por um sarpanch, eleito democraticamente pela maioria da população residente no assentamento.

## Demografia
Segundo o relatório publicado pelo Censo da Índia de 2011, a aldeia Chak Dana é composta por um total de 343 casas e a população total é de 1647 habitantes, dos quais 831 são do sexo masculino e 816, do sexo feminino. O nível de alfabetização da aldeia é 86.14% maior que a média do estado, a qual é de 75.84%.
Conforme constatação do Censo, 471 pessoas exercem seu trabalho fora da aldeia; dessas, 426 são homens e 45 são mulheres. O levantamento do governo também consta que 92.14% dos trabalhadores ocupam um serviço como trabalho formal e único, enquanto os outros 7.86% estão envolvidos em atividades marginais, trabalhando como meio de subsistência em diferentes lugares em menos de seis meses.

## Educação
Na aldeia, não há nenhuma escola, e os estudantes precisam ir a outras aldeias para estudar; muitas dessas aldeias estão distantes por dez quilômetros. Nas proximidades, destaca-se a Lovely Professional University a 24 quilômetros. Outras instituições de ensino também representam papel importante na região: Amardeep Singh Shergill Memorial e Right of Children to Free and Compulsory Education Act.

## Transporte
A estação de trem mais próxima de Chak Dana é Phillaur; no entanto, a estação principal, Nawanshahr, está a 17 quilômetros (11 mi) de distância. O aeroporto mais perto é Sahnewal, localizado a 46 quilômetros, e o aeroporto internacional mais próximo é o Sri Guru Ram Dass Jee, a 156 quilômetros.